# 全国書写書道教育振興会
一般社団法人全国書写書道教育振興会（ぜんこくしょしゃしょどうきょういくしんこうかい）は、書写書道の全国コンクール等を通して書写書道の普及を目的とする一般社団法人。

## 主な事業
1. 全国ひらがな・かきかたコンクール主催
2. 全国学生書写書道展主催
3. 全国硬筆コンクール主催
4. 全国学生書き初め展覧会主催
5. 研修会・講演会の開催

## 役員
| 会長・理事   | 吉田 琴泉   | 日本書写書道検定委員会会長・ことがわら学園長         |
| 副会長・理事 | 古賀 知子   | 六道書写教室代表                                     |
| 学術顧問     | 冨山 哲也   | 元文部科学省初中局教科調査官・十文字学園女子大学教授 |
| 顧問         | 久田 昭     | ことがわら学園顧問                                   |
| 名誉理事     | 河又 弘子   | K・M・S学園代表                                      |
| 名誉理事     | 宗像 澄子   | 宗像学園学園長                                       |
| 名誉理事     | 鈴木 世津子 | 鈴木書写書道学院代表                                 |
| 代表理事     | 吉田 真     | 琴河原株式会社代表取締役                             |
| 理事         | 原澤 直希   | スペック株式会社取締役                               |
| 理事         | 中里 久惠   | 日本書写書道検定委員会審査副部長                     |
| 理事         | 松井 敬子   | alive書写教室長                                      |
| 監事         | 河又 敏雄   | 元栃木フジカラー株式会社取締役総務部長               |

## 関連団体
- ことがわら学園
- 一般社団法人 日本パソコン能力検定委員会